# Kirby Buckets kalandjai
A Kirby Buckets kalandjai (eredeti cím: Kirby Buckets) 2014 és 2017 között futott amerikai vígjátéksorozat, amelyet Gabe Snyder és Mike Alber alkotott. A főbb szerepekben Jacob Bertrand, Mekai Curtis, Cade Sutton, Olivia Stuck és Tiffany Espensen látható.
Amerikában 2014. október 20-án mutatta be a Disney XD-n. Magyarországon a Disney Channel mutatta be 2016. május 15-én.

## Ismertető
Kirby Buckets arról álmodik, hogy egy híres animátor legyen, mint példaképe, Mac McCallister. Kirby látja a rajzait. A két legjobb barátjával, Fish-vel és Elivel, kiszámíthatatlan kalandokba fognak részt venni.

## Szereplők

### Főszereplők
| Szereplő      | Színész          | Magyar hang         |
| ------------- | ---------------- | ------------------- |
| Kirby Buckets | Jacob Bertrand   | Ifj. Boldog Gábor   |
| Dawn Buckets  | Olivia Stuck     | Hermann Lilla       |
| Fish          | Mekai Curtis     | Bogdán Gergő        |
| Eli           | Cade Sutton      | Nagy Gereben        |
| Belinda       | Tiffany Espensen | Károlyi Lilla Márta |

### Mellékszereplők
| Szereplő          | Színész          | Magyar hang        |
| ----------------- | ---------------- | ------------------ |
| Mrs. Buckets      | Suzi Barrett     | Kisfalvi Krisztina |
| Dave Buckets      | Michael Naughton | Bordás János       |
| Mitchell igazgató | Stephen Kearin   | Juhász Zoltán      |
| Nagy Ricky        | Jack Foley       |                    |
| Trish Kelleher    | Sophia Lucia     | Boldog Emese       |
| Mandy McDaniels   | Keely Marshall   | Kántor Kitty       |
| Szomorú Lány      | Sarah Jane Ewers | Kántor Kitty       |
| Samantha          | Jessalyn Wanlim  | Pupos Tímea        |
| Justin            | Caleel Harris    | Pál Dániel Máté    |
| Trev              | Dawson Fletcher  | Czető Roland       |
| Chip              | Alex Calloway    | Czető Ádám         |
| Henry             | Davis Desmond    | Straub Martin      |
| Skylar            | Olivia Shipp     | Tóth Nikolett      |
| Shard             | Connor Del Rio   | Joó Gábor          |
| Brad              | Adam Hagenbuch   | Borbíró András     |
| Bob               | Phil Morris      | Maday Gábor        |

### Rajzok
| Név           | Angol hang      | Magyar hang   |
| ------------- | --------------- | ------------- |
| Macsó         | Dean Julian     | Albert Péter  |
| Dr. Gut-Punch | Dean Julian     | Váradi Zoltán |
| Scrunch Face  | Josh Faure-Brac | Czető Ádám    |
| Tri-Butt      | Josh Faure-Brac |               |

## Évados áttekintés
| Évad | Évad | Epizódok | Eredeti sugárzás  | Eredeti sugárzás    | Magyar sugárzás   | Magyar sugárzás  |
| Évad | Évad | Epizódok | Évadpremier       | Évadfinálé          | Évadpremier       | Évadfinálé       |
| ---- | ---- | -------- | ----------------- | ------------------- | ----------------- | ---------------- |
|      | 1    | 21       | 2014. október 20. | 2015. augusztus 19. | 2016. május 28.   | 2017. február 5. |
|      | 2    | 25       | 2015. október 7.  | 2016. augusztus 29. | 2017. február 12. | 2021. február 3. |
|      | 3    | 13       | 2017.január 16.   | 2017. február 2.    | TBA               | TBA              |

## Gyártás
A Disney XD először 2012-ben kezdett el foglalkozni a Kirby Buckets kalandjaival Gabe Snyder, Mike Alber, David Bowers és Kristofor Brown producerekkel. 2014 februárjában rendelték be az első évadot. A gyártás 2014 nyarán kezdődött és ősszel mutatták be. 2015. január 13-án a berendelték a sorozat második évadát, a gyártás márciusban kezdődött. A második évad premierje 2015. október 7-én volt. 2016. március 4-én a harmadik évadra is berendelték. A harmadik évad premierje 2017. január 16-án volt.

## Fordítás
- Ez a szócikk részben vagy egészben  a   Kirby Buckets című angol Wikipédia-szócikk ezen változatának fordításán alapul.  Az eredeti cikk szerkesztőit annak laptörténete sorolja fel. Ez a jelzés csupán a megfogalmazás eredetét és a szerzői jogokat jelzi, nem szolgál a cikkben szereplő információk forrásmegjelöléseként.